# Sei sola
Sei sola è un singolo della rapper italiana Baby K inciso in duetto con Tiziano Ferro. Viene pubblicato il 13 settembre 2013 come quarto estratto dal primo album in studio Una seria.

## Descrizione
Il testo del brano è scritto da Baby K e Tiziano Ferro, che è anche produttore dell'album insieme a Michele Canova Iorfida; la musica è composta da Tiziano Ferro.

## Video musicale
Il videoclip, diretto dal regista Gaetano Morbioli, è stato registrato a Venice (Los Angeles) e mostra Tiziano Ferro e Baby K tra i magnifici paesaggi della location d'oltreoceano.
Dal 16 al 18 settembre 2013 viene reso disponibile sul canale satellitare di Sky Uno, il 19 settembre sul canale YouTube della rapper e il 22 settembre in rotazione su tutti i canali musicali.